# Wave Race 64
Wave Race 64 är ett spel utvecklat av Nintendo och är ursprungligen tänkt att användas tillsammans med spelkonsolen Nintendo 64. Spelet finns även utgivet för Virtual Console.